# 1-я Бородинская улица
Пе́рвая Бороди́нская у́лица (до 1907 года либо до 1912 года — Прое́зжий переу́лок) — улица в Западном административном округе города Москвы на территории района Дорогомилово.

## История
Улица получила современное название в ознаменование 100-летия Бородинского сражения, имевшего большое значение для победы в Отечественной войне 1812 года. До 1912 года (по другим данным — не позднее 1907 года) называлась Прое́зжий переу́лок как «пригодный для проезда экипажей, повозок и др.».

## Расположение
1-я Бородинская улица проходит на северо-восток от Большой Дорогомиловской улицы и Бородинского моста, пересекает 2-ю Бородинскую улицу и заканчивается внутри квартала. Восточнее улицы, параллельно ей, проходят пути Филёвской линии метро, перекрытые галереей. Нумерация домов начинается от Большой Дорогомиловской улицы.

## Примечательные здания и сооружения
По чётной стороне:
- д. 2 — ресурсный центр «Медицинский Сеченовский предуниверсарий» (бывшее фармацевтическое училище № 10).
- д. 2а — бизнес-центр «Бородинская панорама».

По нечётной стороне:
- д. 19 — АО «Мосгорсвет» — эксплуатационно-технический район № 2, участок № 1.

## Транспорт

### Наземный транспорт
По 1-й Бородинской улице маршруты наземного общественного транспорта не проходят. У южного конца улицы, на Большой Дорогомиловской улице, расположена остановка «Киевский вокзал» автобусов т7, т7к, т39, 205, 324.

### Метро
- Станции метро «Киевская» Арбатско-Покровской линии, «Киевская» Кольцевой линии, «Киевская» Филёвской линии (соединены переходами) — юго-западнее улицы, на площади Киевского Вокзала.

### Железнодорожный транспорт
- Киевский вокзал (пассажирский терминал станции Москва-Пассажирская-Киевская Киевского направления Московской железной дороги) — юго-западнее улицы, на площади Киевского Вокзала.